# Bučany
Bučany este o comună slovacă, aflată în districtul Trnava din regiunea Trnava. Localitatea se află la altitudinea de 153 m deasupra n.m., se întinde pe o suprafață de 16,58 km2 și în 2024 număra 2.380 de locuitori.

## Istoric
Localitatea Bučany este atestată documentar din 1258.

## Demografie
| An:                | 1994 | 2004   | 2014   | 2024   |
| ------------------ | ---- | ------ | ------ | ------ |
| Număr de persoane: | 2050 | 2157   | 2300   | 2380   |
| Diferență:         |      | +5,21% | +6,62% | +3,47% |

| An:                | 2023 | 2024   |
| ------------------ | ---- | ------ |
| Număr de persoane: | 2386 | 2380   |
| Diferență:         |      | −0,25% |